# 足関節
足関節（そくかんせつ）は、足首にある関節。足関節は脛骨、腓骨、7つの足根骨を含めた9個の骨で構成されており、上跳躍関節、下跳躍関節、踵立方関節、楔舟関節で構成される複関節といわれる。距腿関節と距骨下関節の総称である。
足関節は以下の通り。
- 足根間関節
  - 上跳躍関節（距腿関節）
  - 下跳躍関節
    - 距骨下関節
    - 距踵舟関節

  - 踵立方関節
  - 楔立方関節
  - 楔形関節
- 足根中足関節
- 中足間関節
- 中足趾節間関節
- 趾節間関節